# Martin Anwel Mtumbuka

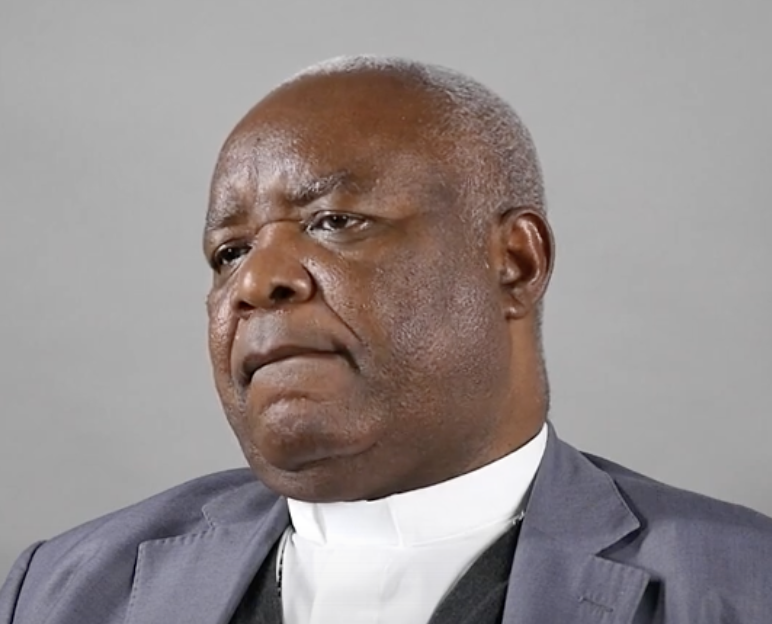
Martin Anwel Mtumbuka, 2023

Martin Anwel Mtumbuka (* 5. August 1957 in Majimbula, Malawi) ist ein römisch-katholischer Geistlicher und Bischof von Karonga.

## Leben
Martin Anwel Mtumbuka empfing am 31. Juli 1988 das Sakrament der Priesterweihe für das Bistum Mzuzu.
Am 21. Juli 2010 ernannte ihn Papst Benedikt XVI. zum Bischof von Karonga. Der Apostolische Nuntius in Malawi, Erzbischof Nicola Girasoli, spendete ihm am 20. November desselben Jahres die Bischofsweihe; Mitkonsekratoren waren der Erzbischof von Blantyre, Tarcisius Gervazio Ziyaye, und der Bischof von Mzuzu, Joseph Mukasa Zuza.